# Fonologia della lingua svedese
Per fonologia della lingua svedese si intende l'insieme delle regole e delle particolarità riguardanti il sistema fonologico della lingua svedese (vocali, consonanti, gruppi di consonanti) oltre che l'analisi della prosodia e dell'intonazione.

## Varietà dello svedese
Normalmente analizzando la fonologia di una lingua si fa riferimento alla varietà standard della lingua. Quest'operazione risulta particolarmente difficile nel caso dello svedese che non presenta omogeneità linguistica sul suo territorio. 
Il problema maggiore per chi studia lo svedese è, infatti, una mancata standardizzazione della pronuncia:
- la pronuncia delle vocali, e di alcuni suoni consonantici (in particolare i sibilanti), mostrano marcate differenze tra i vari dialetti parlati
- la prosodia dello svedese del sud, è estremamente diversa da quella della regione di Stoccolma, che a sua volta differisce di molto dalle varietà di Dalarna, Gotland e Norrland. Nello svedese di Finlandia è assente la tipica accentazione politonale, caratteristica di molte regioni della Svezia e in particolare della varietà di Stoccolma.

Tradizionalmente si è soliti dividere le varietà dello svedese in (almeno) tre principali varietà regionali, che sono:
- Svedese standard centrale
- Svedese di Finlandia
- Svedese standard meridionale

In questa voce si procederà con l'esposizione del sistema fonologico svedese così come riportato nella maggior parte dei manuali scolastici e negli studi linguistici preferendo, lì dove può risultare ambiguo, la varietà di Stoccolma alle altre.

## Vocali

Foni vocalici principali dello svedese

La lingua svedese è nota per avere un vasto repertorio vocalico, con 9 vocali distinte per suono e per vari livelli di intensità, che arrivano a 17 se si contano i vari dialetti svedesi.
Volendo tracciare uno schema generale delle vocali in svedese otterremmo le seguenti tabelle:

### Vocali brevi
| Simbolo IPA | Grafema            | Corrispondente in italiano | Esempio                             |
| ----------- | ------------------ | -------------------------- | ----------------------------------- |
| i           | i                  | qui                        | inte (it: non)                      |
| ʏ           | y                  | non presente               | hydda (it: capanna)                 |
| e           | e                  | serenità                   | enda (it: unico, solo uno)          |
| œ           | ö                  | non presente               | mjölk (it: latte)                   |
| ɛ           | e; ä               | cioè                       | häst (it: cavallo)                  |
| ɶ           | ö davanti ad r     | non presente               | mörk (it: buio, oscuro)             |
| æ           | e; ä davanti ad r  | non presente               | herre, "ärt" (it: signore, pisello) |
| a           | a                  | cassa                      | katt (it: gatto)                    |
| ɵ           | u                  | non presente               | guld (it: oro)                      |
| ʊ           | o                  | non presente               | kort (it: carta)                    |
| ɔ           | å                  | forte                      | gång (it: volta)                    |
| ə           | e finale di parola | non presente               | kaffe (it: caffè)                   |

### Vocali lunghe[4]
| Simbolo IPA | Grafema                | Corrispondente in italiano | Esempio                    |
| ----------- | ---------------------- | -------------------------- | -------------------------- |
| i:          | i                      | sito                       | polis (it: polizia)        |
| e:          | e                      | sereno                     | ensam (it: solo)           |
| ɛ:          | ä                      | pesca                      | nät (it: rete)             |
| æ:          | ä (quando davanti a r) | non presente               | här (it: qui)              |
| ɑ:          | a                      | non presente               | mat (it: cibo)             |
| y:          | y                      | non presente               | hyra (it: affittare)       |
| ø:          | ö                      | non presente               | nöt (it: noce)             |
| œ:          | ö (quando davanti a r) | non presente               | göra (it: fare)            |
| ʉ:          | u                      | non presente               | gud (it: dio)              |
| u:          | o                      | futuro                     | mode (it: moda, fashion)   |
| o:          | å                      | volo                       | gård (it: campo, fattoria) |

Si noti la presenza del fenomeno di palatalizzazione quando /k/ e /g/ (e il gruppo /sk/) sono immediatamente seguiti da una vocale palatale (/e/,/i/,/y/,/ä/,/ö/) sia essa lunga oppure breve.

## Consonanti
Lo svedese presenta anche una ricca gamma di suoni consonantici che però a differenza del sistema vocalico, non presenta grosse divergenze da quello delle altre lingue germaniche. 
Ci sono 18 fonemi consonantici, tra i quali i fonemi /ɧ/ e /r/ mostrano considerevoli variazioni a seconda del contesto dialettale e sociale. La realizzazione della fricativa dorso-palatale velare sorda del simbolo /ɧ/, che si trova in molti dialetti, inclusi quelli più prestigiosi della lingua standard, è presente solo in questa lingua. 
Una delle pochissime particolarità che distingue questa lingua, sotto il profilo consonantico, dalle altre sia del gruppo germanico che dal resto della lingue d'europa è la presenza in determinate situazioni di gruppi di retroflesse e in particolare in prossimità al suono /r/ fenomeno questo che non è presente in altre lingue germaniche.
Possiamo rappresentare il sistema consonantico svedese con le seguenti tabelle:

### Consonanti occlusive
| Simbolo IPA | Grafema | Corrispondente in italiano | Esempio                    |
| ----------- | ------- | -------------------------- | -------------------------- |
| p           | p       | papà                       | pengar (it: soldi)         |
| b           | b       | bando                      | bor (it: abitare)          |
| t           | t       | tappo                      | tid (it: tempo)            |
| d           | d       | Dante                      | dam (it: dama, signora)    |
| k           | k       | casa                       | konto (it: conto, account) |
| g           | g       | gatto                      | gata (it: via)             |

### Consonanti nasali, laterali e vibranti
| Simbolo IPA | Grafema    | Corrispondente in italiano | Esempio               |
| ----------- | ---------- | -------------------------- | --------------------- |
| m           | m          | mamma                      | mat (it: cibo)        |
| n           | n          | nano                       | näsa (it: naso)       |
| ŋ           | n + velare | anca                       | lang (it: lungo/alto) |
| l           | l          | lingua                     | löv (it:foglia)       |
| r           | r          | aratro                     | göra (it: fare)       |

### Consonanti fricative
| Simbolo IPA | Grafema                                         | Corrispondente in italiano | Esempio                                                           |
| ----------- | ----------------------------------------------- | -------------------------- | ----------------------------------------------------------------- |
| f           | f                                               | fango                      | far (it:padre)                                                    |
| v           | v                                               | vaso                       | vecka (it: settimana)                                             |
| s           | s e /c/ davanti a palatali                      | sano                       | sak e cyckel (it: cosa, bicicletta)                               |
| ʃ           | ti, tj, ssi, si in molti prestiti e sempre sj   | scemo                      | passion oppure variation o själ (it: passione, variazione, anima) |
| ç           | k + vocale palatale e in tj ad inizio di parola | non presente               | kedja (it: catena)                                                |
| ʝ           | g + vocale palatale                             | non presente               | gärna (it: volentieri)                                            |
| h           | h                                               | non presente               | hals (it: collo)                                                  |

### Consonanti e gruppi di retroflesse
Come già accennato, un fenomeno particolare dello svedese ed unico tra le lingue germaniche, è la formazione di un gruppo di retroflesse in presenza di /r/ a contatto con /t/, /d/, /l/, /n/, /s/. Il grafema /r/ provoca inoltre, come già accennato in nota, anche l'apertura di ä pronunciato in tal caso [a] anziché, come di norma, [æ].
Dato che il gruppo di retroflesse costituisce una particolarità pressoché unica dello svedese, si ometterà nella seguente tabella il riferimento all'italiano.
| Simbolo IPA | Grafema | Esempio                    |
| ----------- | ------- | -------------------------- |
| ʈ           | rt      | ort (it: luogo)            |
| ɖ           | rd      | gård (it: campo, fattoria) |
| ɳ           | rn      | barn (it: bambino, figlio) |
| ɭ           | rl      | pärla (it: perla)          |
| ʂ           | rs      | person (it: persona)       |

### Nessi consonantici
Alcuni gruppi di due o più consonanti hanno in svedese un'articolazione particolare. Eccone uno schema riassuntivo. Lì dove è precisato, l'articolazione cambia solo nei prestiti, altrimenti valgono le regole di pronuncia proprie dello svedese:
| Nesso consonantico           | simbolo IPA | Esempio                       |
| ---------------------------- | ----------- | ----------------------------- |
| cc in parole straniere       | ks          | acceptera (accettare)         |
| ch                           | ʃ           | lunch (pranzo)                |
| ck                           | k:          | vecka (settimana)             |
| dj                           | j           | djur (animale)                |
| gj ad inizio di parola       | j:          | gjorde (pass. di fare = feci) |
| kj ad inizio di parola       | ç           | kjol (gonna)                  |
| lj ad inizio d parola        | j           | ljuga (mentire)               |
| qu/qv specialmente nei nomi  | kv          | Almqvist                      |
| rds                          | ɖʂ          | värdshus (locanda, taverna)   |
| sc nelle parole straniere    | ʃ           | fascinera (affascinare)       |
| sch nelle parole straniere   | ʃ           | schakt (pozzo, buco)          |
| sh in molte parole straniere | ʃ           | shoppa (fare compere)         |
| skj all'inizio di parola     | ʃ           | skjuta (sparare)              |
| stj ad inizio di parola      | ʃ           | stjärna (stella)              |

## Struttura della sillaba
Nella lingua svedese, dopo una sillaba con vocale breve accentata possono trovarsi solo una consonante lunga (geminata) o un gruppo di almeno due consonanti. Ponendo le seguenti abbreviazioni:
- V = vocale breve
- Vː = vocale lunga
- C = consonante breve
- Cː = Consonante geminata
- CC = gruppo di almeno due consonanti

Si può riassumere questa caratteristica con il seguente schema:
| Combinazione | Esempio                    |
| ------------ | -------------------------- |
| V+C          | esito impossibile          |
| V+C:         | hatt [ˈhatː] (cappello)    |
| V+CC         | hast [ˈhast] (odio)        |
| V:+C         | bit [biːt] (morso)         |
| V:+C:        | motta [ˈmuːtːɑ] (ricevere) |
| V:+CC        | fint [ˈfiːnt] (bene)       |

## Prosodia
La caratteristica fondamentale della prosodia svedese (e in parte anche norvegese) che rende questa lingua immediatamente riconoscibile tra le altre è la presenza di un accento secondario o musicale o tonale detto anche, con termine tedesco, Nebenton vale a dire la presenza di un secondo accento, leggermente più debole nella maggior parte delle parole svedesi accanto all'accento radicale. 
L'origine di un tale particolare fenomeno prosodico è da ricercare nell'evoluzione storica delle lingue germaniche. Sin dal II secolo, in area germanica si verificò la cosiddetta fissazione dell'accento con spostamento dell'accento principale sulla sillaba radicale (rizotonia) a partire da un originario accento indoeuropeo libero e tonale. Conseguenza di tale fenomeno è stata per molte lingue (in particolar modo in inglese) la caduta o l'indebolimento delle sillabe finali in misura tanto più drastica quanto più lontane esse fossero dalla sillaba radicale. Lo svedese insieme al norvegese ha opposto resistenza all'indebolimento di queste sillabe ponendo il suo caratteristico accento secondario che permette in tal modo di distinguere chiaramente i foni delle sillabe finali.
L'accento secondario è indicato sui dizionari di lingua svedese con la presenza di due apostrofi indicanti l'accento. 
Per esempio, cercando la parola uppehåll (pausa, interruzione) troveremo la seguente trascrizione IPA: [˘ɵpːəˈhɔlː].

### Intonazione
È difficile descrivere l'intonazione svedese in quanto essa è caratterizzata da continui innalzamenti e abbassamenti di tono ed è caratterizzata a sua volta da variazioni di tipo geografico. Si possono tuttavia distinguere alcuni casi principali di intonazione.
1a) un'intonazione discendente, utilizzata quando si descrive qualcosa di concluso e quindi in frasi affermative:
- "Eva är hemma". ("Eva è a casa".)

1b) l'intonazione discendente si ritrova anche nelle frasi che iniziano con un pronome interrogativo:
- "Var står bilen?" ("Dov'è la macchina?")

2a) un'intonazione ascendente, utilizzata in proposizioni subordinate che precedono la principale, la quale a sua volta presenta un calo dell'intonazione:
- "Om jag är hungrig, äter jag någonting". ("Se ho fame, mangio qualcosa".)

Nell'esempio appena citato, la proposizione condizionale Om jag är hungrig presenta un'intonazione in aumento in quanto precede la frase principale (äter jag någonting), che invece presenta l'usuale abbassamento della voce.
2b) l'intonazione ascendente si ritrova anche in frasi interrogative che inizino con un verbo anziché con un pronome interrogativo:
- "Följer du med?" ("Vieni anche tu?")

2c) si può ricorrere a un tono alto dell'intonazione per sottolineare in modo particolare un elemento della frase
- "I somras reste jag till Italien". ("Questa estate ho fatto un viaggio in Italia".)

In questo caso, l'intonazione è massima su I somras per sottolineare il fatto che il viaggio sia stato fatto nell'estate appena trascorsa.

## Esempio
L'esempio qui proposto è tratto dalla traduzione svedese della favola di Esopo, Il vento del Nord e il Sole. La trascrizione svedese è basata sull'alfabeto IPA

### Trascrizione del testo svedese
Nordanvinden och solen tvistade en gång om vem av dem som var starkast. Just då kom en vandrare vägen fram insvept i en varm kappa. De kom då överens om att den som först kunde få vandraren att ta av sig kappan, han skulle anses vara starkare än den andra. Då blåste nordanvinden så hårt han nånsin kunde, men ju hårdare han blåste desto tätare svepte vandraren kappan om sig, och till slut gav nordanvinden upp försöket. Då lät solen sina strålar skina helt varmt och genast tog vandraren av sig kappan och så var nordanvinden tvungen att erkänna att solen var den starkaste av de två.

### Trascrizione fonetica
[ˈnuːɖaɱˌvɪnːdən ɔ ˈsuːlən ˈtvɪsːtadə ɛŋ ɡɔŋː ɔm ˈvɛmˑ ɑˑv ˈdɔmˑ sɔm vɑː ˈstaɹːkast. ˈjɵst ˈd̥oː ˈkɔm ɛɱ ˈvanːdɾaɾə ˈvɛːɡəɱ fɾamˑ ˈɪnːˌsveːpt iˑ ɛɱ vaɹˑm ˈkapːa. dɔm kɔm ˈdoː øːvəˈɾɛnːs ˈɔmˑ at d̥ɛnˑ sɔmˑ fɵʂˑʈ kɵndə fo ˈvanˑdɹaɹən at tɑː ˈɑːv sɛj ˈkapːan, hanˑ skɵlːə ˈanˑˌseːs ˈvɑ ˈstarːkaɾə ɛn dɛn ˈanˑdɾa. doː ˈbloːstə ˈnuːɖaɱˌvɪnˑdən soː hoːʈ han ˈnɔnˑsɪn ˈkɵnːdə mɛn jɵ ˈhoːɖaɾə ham ˈbloːstə dɛstʊ ˈtɛːtaɾə ˈsveːptə ˈvanˑdɹaɹəŋ ˈkapːan ˈɔmˑ sɛj, ɔ tɪ slʏ̹ːt ɡɑːv ˈnuːɖaɱˌvɪnˑdən ɵpː fœˈʂøːkət. doː lɛːt ˈsuːlən sɪna ˈstɾoːlaɹ ˈɧiːna heːlt vaɹːmt ɔ ˈʝeːnast tuːɡ ˈvanˑdʐaɹən ˈɑːv sɛj ˈkapːan ɔ soː vɑ ˈnuːɖaɱˌvɪnˑdən ˈtvɵŋːːən at ˈeːɹˌɕɛnːa atˑ ˈsuːlən vɑː ɖɛn ˈstaɹːkastə ɑːv dɔmˑ tvoː]